# MINREX
El MINREX és el nom que rep el Ministeri d'Afers Exteriors de Cuba, i és en realitat l'agregació de les sigles corresponents a "Ministerio de Relaciones Exteriores". Està ubicat a la ciutat de l'Havana.